# Nina Ruge
Nina Ruge (Munique, 24 de agosto de 1956) é uma jornalista e apresentadora de televisão alemã.

## Filmografia

### Filmes
- 1999: Wer liebt, dem wachsen Flügel

### Apresentadora de televisão
- 1988: Abendjournal RIAS tv
- 1988-1991: Frühstücksfernsehen RIAS tv
- 1989-1994 Comoderation ZDF „heute journal“
- 1992-1995 „New Quiz“ 3SAT
- 1991-1999 „Ruge – 19zehn“ 3sat
- 1991-1993 „Sonntagsshow“ 3sat
- 1989-1994 „Tagesgespräch“ 3sat
- 1997-2000 „classic cuts“ 3sat
- 1994-1997 „heute Nacht“ ZDF
- 1994-1997 „Tele Zoo“ ZDF
- 2000-2005 „Klassik Leute“ Klassik Radio
- 1997-2007 „Leute heute“ ZDF
- 2006-2009 „Feiertagsakzente“ ZDF
- 2006-2009 „Wissenschaftsforum Petersberg“ phoenix
- 2007 „Nina Ruge: Alles wird gut“ ZDF
- 2007-aktuell „Unter4Augen“ Bayerisches Fernsehen
- 2010-aktuell „Forum Manager“ phoenix

## Livros e Audiobook
- Nina Ruge, Stefan Wachtel (1997). Achtung Aufnahme. Erfolgsgeheimnisse prominenter Fernsehmoderatoren. Düsseldorf: Econ. ISBN 3-430-17872-X. als Hrsg. mit Stefan Wachtel
- Nina Ruge (2002). Mira May und das Zauberhandy 2 ed. Frankfurt am Main/Zürich: Baumhaus Medien. ISBN 3-8315-0226-9
  - Nina Ruge (2006). Mira May und das Zauberhandy. Daun: RADIOROPA Hörbuch. ISBN 3-86667-439-2
- Nina Ruge (2002). Alles wird gut. Beflügelnde Worte. [S.l.]: Marion von Schröder Verlag. ISBN 3-547-77884-0
- Nina Ruge (2003). Mein persönliches „Alles wird gut“ Buch. [S.l.]: Ehrenwirth. ISBN 3-431-03134-X
- Nina Ruge (2003). Lucy im Zaubergarten. [S.l.]: Heyne. ISBN 3-453-87127-8
  - Nina Ruge (2007). Lucy im Zaubergarten. Daun: RADIOROPA Hörbuch. ISBN 978-3-866674-38-7
- Nina Ruge, Margaretha Höbener (2004). Alles wird gut. 52 Streicheleinheiten für die Seele. [S.l.]: Heyne. ISBN 3-453-88002-1. mit Margaretha Höbener
- Nina Ruge (2004). Heilpflanzen. Blüten, Tee und Zauberkraft. [S.l.]: Kinderleicht Wissen. ISBN 3-937810-03-X
- Nina Ruge (2004). Alles wird gut. [S.l.]: Ullstein. ISBN 3-453-87002-6
- Nina Ruge (2005). Alles wird gut in der Liebe. [S.l.]: Ehrenwirth. ISBN 3-431-03630-9
- Frederik Hetmann, Joachim Fuchsberger, Nina Ruge (2005). Traumklänge. Oder das längste Märchen, das es je gab. [S.l.]: Bastei Lübbe. ISBN 978-3-785730-53-9
- Nina Ruge (2005). Alles wird gut im Job. [S.l.]: Ehrenwirth. ISBN 3-431-03641-4
- Nina Ruge, Michael Wissing (2005). Keine Angst vor großen Köchen. [S.l.]: Christian. ISBN 3-88472-698-6. mit Michael Wissing
- Nina Ruge, Lutz Bannasch (2006). Das Geheimnis der Selbstheilung. Wege zu einem starken Immunsystem. [S.l.]: Ullstein. mit Lutz Bannasch
- Nina Ruge, Katja Pagel (2006). Nina Ruge erzählt die schönsten biblischen Geschichten. [S.l.]: Gütersloher Verlagshaus. ISBN 3-579-06712-5. mit Katja Pagel
- Nina Ruge, Elmar Bartel (2007). Liebeszauber. Bergisch Gladbach: Ehrenwirth. ISBN 978-3-431-03691-6. mit Elmar Bartel
- Nina Ruge (2007). Nina Ruge erzählt die schönsten biblischen Geschichten. [S.l.]: Gütersloher Verlagshaus. ISBN 978-3-579076-04-1
- Frederik Hetmann, Sprecherin=Nina Ruge (2008). Zeitenwende. [S.l.]: Radioropa Hörbuch. ISBN 978-3-836802-42-0
- Nina Ruge, Horst Dekkers (2008). Das Geheimnis eines gesunden Rückens. [S.l.]: Ullstein Tb. ISBN 978-3-550078-95-8
- Nina Ruge, Stefan Duve (2008). Das Geheimnis gesunder und schöner Haut. [S.l.]: Graefe und Unzer. ISBN 3-833-81090-4. mit Stefan Duve
- Nina Ruge (2009). Josef und seine Brüder. [S.l.]: Lokomotion. ISBN 978-3-940508-12-6
- Nina Ruge (2010). Das Gewohnheitstier. [S.l.]: Lokomotion. ISBN 978-3-940508-22-5
- Nina Ruge (2010). Stille – Balsam für Herz und Seele. [S.l.]: Kreuz Verlag. ISBN 978-3-783180-13-8
- Nina Ruge (2013). Der unbesiegbare Sommer in uns. Ein Wegweiser zu unserem ureigenen Kraftort 1 ed. München: Kailash/Random House. 252 páginas. ISBN 978-3-424-63071-8. Originalausgabe
- Altern wird heilbar: Jung bleiben mit der Kraft der drei Zellkompetenzen. [S.l.]: Graefe und Unzer. 2020. ISBN 978-3-8338-7178-8 (Zusammen mit Dominik Duscher).